# Formica balcanina
Formica balcanina é uma espécie de formiga do gênero Formica, pertencente à subfamília Formicinae.